# Maaten as-Sarra
Maaten as-Sarra o Maatan as-Sarra es un oasis en el distrito de Al Kufrah en el extremo sureste de Libia. Se encuentra en pleno desierto de Libia, a 322 kilómetros (200,1 mi) al suroeste de Kufra. Un oasis marginal, con pocas palmeras y agua deficiente, permitió la creación en 1811 de la última ruta de caravanas transaharianas. Sin embargo, históricamente ha sido poco visitado por los nómadas tubu y zaghawa.
En 1934, Maaten as-Sarra fue entregado como parte del triángulo de Sarra a Italia por el Condominio Anglo-Egipcio, quien consideró el área como arena sin valor y un apaciguamiento barato a los intentos imperiales de Benito Mussolini.
En 1972, el líder libio Muammar Gaddafi sintió que Yaafar al-Numeiry de Sudán había traicionado la causa árabe al firmar el acuerdo de Adís Abeba de 1972 que puso fin a la primera guerra civil sudanesa. Estableció una base en Maatan as-Sarra para almacenar armas y como área de preparación para los insurgentes sudaneses, que fueron entrenados en las bases de Joudaim y Ma'sar Ra's cerca de Trípoli. En julio de 1976, mil seguidores del líder de la oposición sudanés Sadiq al-Mahdi abandonaron el oasis y asaltaron Jartum después de cruzar el norte de Darfur y Kordofán. La fuerza de Al-Mahdi fue derrotada solo después de que un batallón de tanques atacara la ciudad tras tres días de intensos combates.
Libia también estableció la base aérea de Maaten al-Sarra, que fue muy utilizada durante el conflicto entre Chad y Libia (1978-1987). La base fue objeto de una incursión muy exitosa en septiembre de 1987 por parte del ejército chadiano que contribuyó a la firma de un alto el fuego ese mismo mes.